# Włodawa
Włodawa (ukrajinsky: Володава) je město ve východním Polsku v Lublinském vojvodství v okrese Włodawa, ležící na řece Západní Bug poblíž státní hranice s Běloruskem a Ukrajinou. V roce 2023 zde žilo 12 123 obyvatel.

## Historie
Nejstarší zmínka pochází z roku 1242 a k roku 1531 se datují počátky místní židovské komunity. Ta byla zdecimována pogromy během povstání Bohdana Chmelnického v roce 1648. Před druhou světovou válkou tvořili Židé celkem 70 % obyvatel města. Většina z nich zahynula v nedalekém vyhlazovacím táboře Sobibor. Jediný pozůstatek kdysi prosperující komunity je barokní synagoga.